# 岩手県道115号茂市停車場線
岩手県道115号茂市停車場線（いわてけんどう115ごう もいちていしゃじょうせん）は、岩手県宮古市を通る一般県道である。

## 概要
宮古市の旧新里村域の中心部にある茂市駅と国道106号とを結ぶ。終点付近は急勾配となっている。

### 路線データ
- 実延長 : 339.6 m[1]
- 起点：茂市停車場[1]（茂市駅）
- 終点：宮古市茂市[1]（国道106号交点）

## 歴史
- 1959年（昭和34年）3月31日 - 県道に認定される[2]。

## 地理

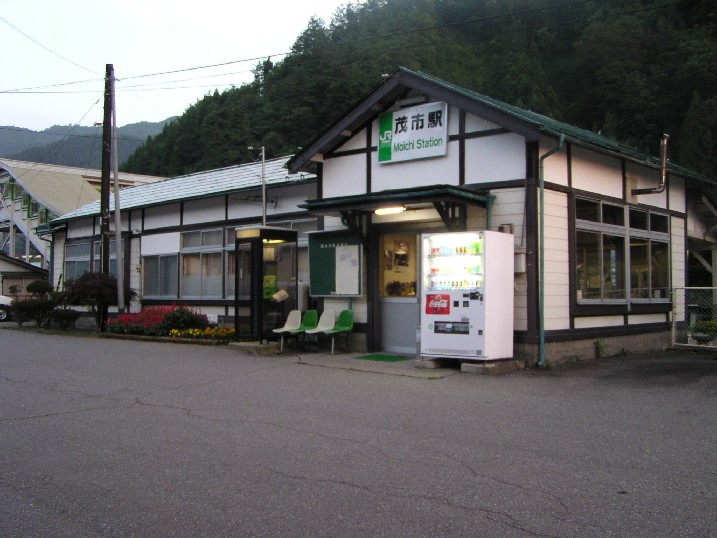
茂市駅

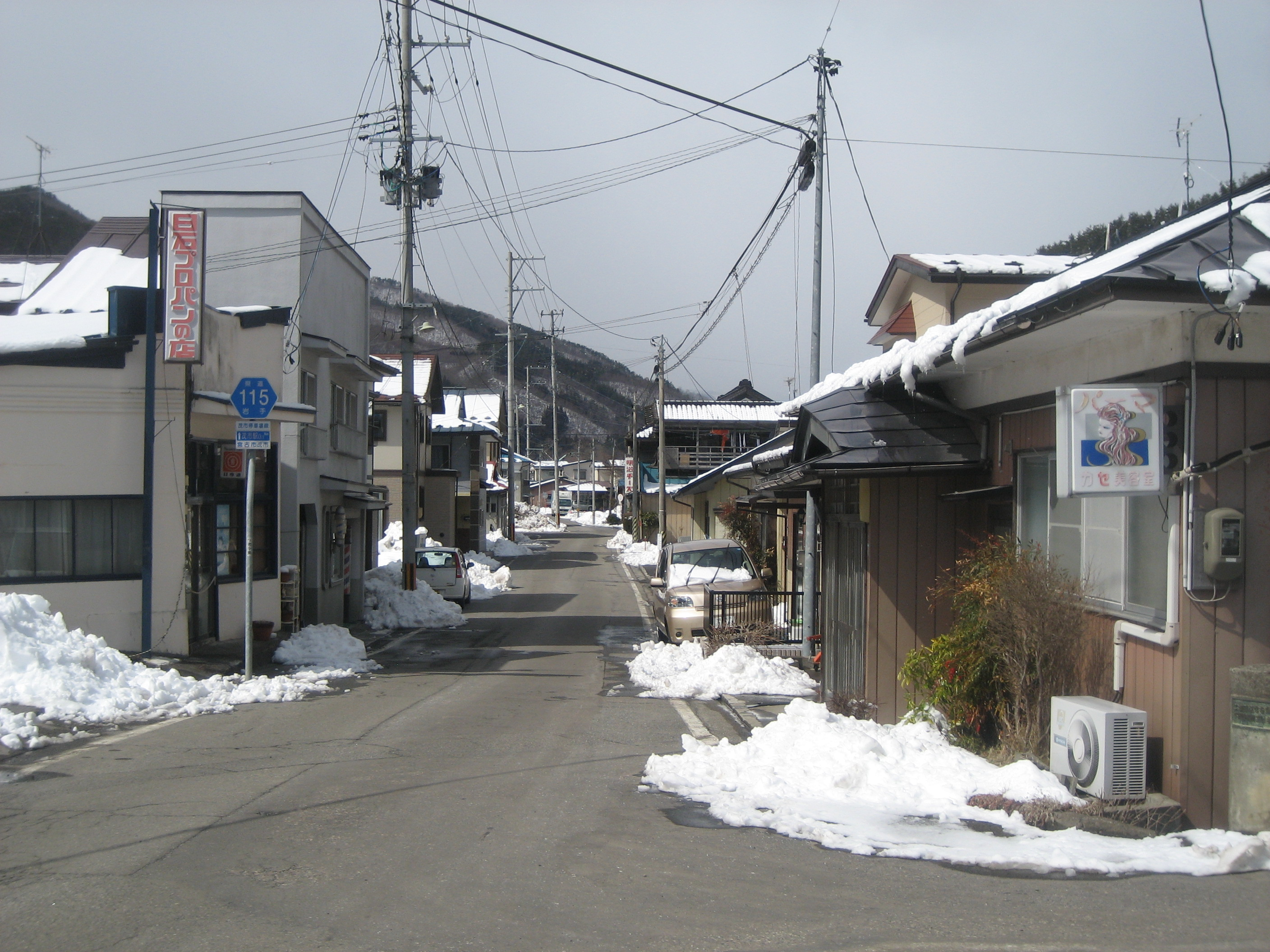
宮古市茂市付近

### 交差する道路
- 国道106号（花巻市石鳥谷町八幡第4地割、終点）

### 沿線の施設
- JR山田線 茂市駅
- 新里郵便局